# تحریم ورزشی آفریقای جنوبی در دوران آپارتاید

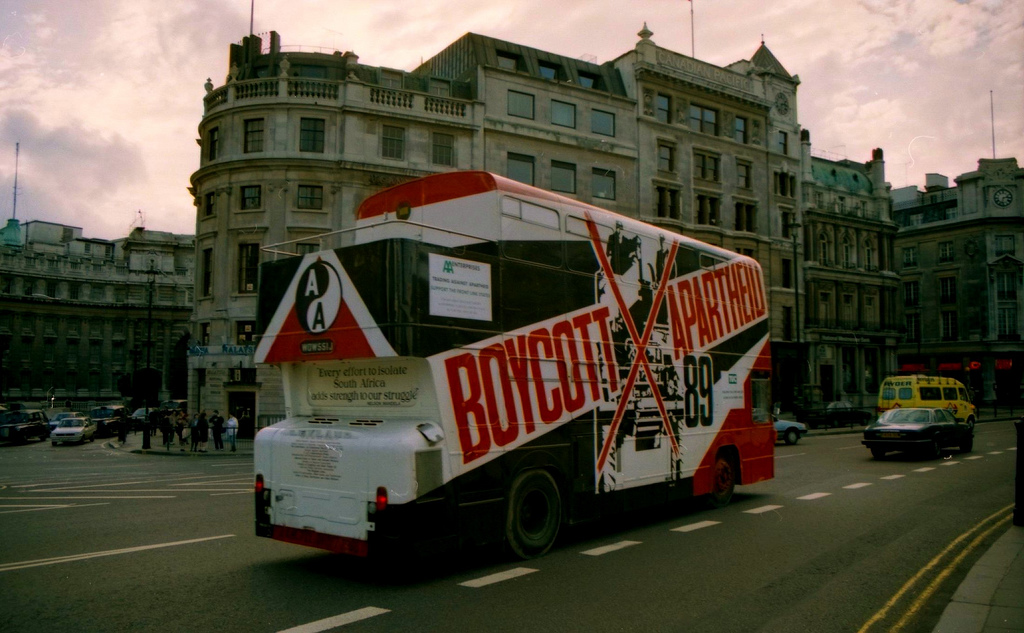
اتوبوسی با طرح «تحریم آپارتاید» در لندن - ۱۹۸۹

تحریم ورزشی آفریقای جنوبی در دوران آپارتاید (انگلیسی: Sporting boycott of South Africa during the apartheid era) در دوران آپارتاید، آفریقای جنوبی در زمینه‌های مختلف تحریم شد، منجمله در زمینه مسابقات ورزشی. این تحریمها بعضاً دو هدف را نشانه می‌رفتند: تبعیض در زمینه ورزش و پایان دادن به آپارتاید.

## سازمان ملل
در سال ۱۹۸۰ سازمان ملل شروع به تدوین «فهرست دیدارهای ورزشی با آفریقای جنوبی» نمود. این فهرست شامل ورزشکاران و مقاماتی می‌شد که در مسابقات ورزشی در آفریقای جنوبی شرکت کرده‌اند و اساساً از روی گزارشهای رسانه‌ای مطبوعات آفریقای جنوبی تهیه شد. حضور در این فهرست موجب عواقب ناگوار برای ورزشکاران نمی‌شد اما نوعی فشار روحی روانی به‌شمار می‌آمد و برخی از سازمانهای ورزشی بر اساس این فهرست محدودیتهایی را به ورزشکاران اعمال می‌کردند. نام ورزشکاران در صورتی از این فهرست خط می‌خورد که آنها قبول کنند از بازگشت به آفریقای جنوبی و شرکت در مسابقات در دوران آپارتاید امتناع کنند. برآورد به عمل آمده نشان داد که این فهرست ابزار مؤثری بود.
در تاریخ ۱۰ دسامبر ۱۹۸۵، مجمع عمومی سازمان ملل کنوانسیون بین‌المللی علیه آپارتاید در ورزش را به تصویب رساند.

## بازیهای المپیک
بعد از اینکه وزیر کشور آفریقای جنوبی اصرار کرد که تیمهای ورزشی این کشور از بکار گرفتن ورزشکاران سیاهپوست امتناع می‌کنند، کمیته بین‌المللی المپیک دعوت خود از این کشور را برای شرکت در بازیهای المپیک سال ۱۹۶۴ پس گرفت. در سال ۱۹۶۸ کمیته بین‌المللی المپیک بعد از اطمینان از حضور ورزشکاران سیاهپوست در تیم‌های آفریقای جنوبی، بازگشت این کشور به بازیها را مورد بررسی مجدد قرار داد، اما تهدید تحریم بازی‌ها توسط کشورهای آفریقایی مانع از تغییر نظرش در این رابطه شد. آفریقای جنوبی رسماً در سال ۱۹۷۰ از کمیته بین‌المللی المپیک اخراج شد.
در سال ۱۹۷۶ کشورهای آفریقایی خواهان ممنوعیت شرکت نیوزیلند در بازی‌های المپیک شدند چون این کشور در مسابقات ورزشی با آفریقای جنوبی شرکت کرده بود و تیم راگبی آن چند مسابقه در این کشور انجام داده بود. کمیته بین‌المللی المپیک با این درخواست مخالفت کرد که باعث تحریم بازی‌ها توسط کشورهای آفریقایی شد. این موضوع منجر به توافق «گلین ایگلز» بین کشورهای مشترک‌المنافع در سال ۱۹۷۷ شد.
در تاریخ ۲۱ ژوئن ۱۹۸۸ کمیته بین‌المللی المپیک بیانیه‌ای را علیه «آپارتاید در ورزش» به تصویب رساند که باعث انزوای کامل نظام آپارتاید در ورزش شد.

## بازیهای کشورهای مشترک‌المنافع
بازیهای امپراتوری بریتانیا در سال ۱۹۳۴ که برگزاری آن از سال ۱۹۳۰ به عهده آفریقای جنوبی گذاشته شده بود، بعد از اینکه دولت این کشور اعلام کرد که از شرکت ورزشکاران رنگین‌پوست در آن جلوگیری خواهد کرد، در لندن برگزار شد. با اینحال آفریقای جنوبی در همه دوره‌های این بازی‌ها شرکت کرد تا سال ۱۹۶۱ که از کشورهای مشترک‌المنافع خارج شد. امتناع دولت مارگارت تاچر از به اجرا گذاشتن توافق «گلن ایگلز» توسط انگلستان باعث شد نیجریه بازیهای سال ۱۹۸۶ را تحریم کند و به دنبال آن ۳۲ کشور از ۵۹ کشور شرکت‌کننده نیز این بازیها را تحریم کردند.

## تحریم در رشته‌های ورزشی مختلف
ابعاد تحریم در رشته‌های ورزشی مختلف متفاوت بود و بستگی به ترکیب و گرایشهای سیاسی و اجتماعی فدراسیون‌های مختلف بین‌المللی هر رشته ورزشی داشت.

### دو و میدانی
فدراسیون بین‌المللی دو و میدانی در سال ۱۹۶۶ طرح مصوبه‌ای برای تحریم آفریقای جنوبی را رد کرد، ولی در سال ۱۹۷۰ آنرا به تصویب رساند. در ژانویه ۱۹۸۴ فدراسیون بین‌المللی دو و میدانی رکورد جهان زولا باد در دو ۵۰۰۰ متر را به دلیل عدم عضویت آفریقای جنوبی در این فدراسیون به رسمیت نشناخت.

### شطرنج
در بازیهای المپیک شطرنج سال ۱۹۷۰ برخی از شطرنج‌بازان شرکت کننده نسبت به حضور آفریقای جنوبی در این بازی‌ها اعتراض کردند، برخی از بازی‌ها کنار کشیدند و تیم آلبانی نیز با امتناع از بازی با آفریقای جنوبی شکست را پذیرا شد. آفریقای جنوبی در حین بازی‌های المپیاد شطرنج سال ۱۹۷۴ از فدراسیون بین‌المللی شطرنج کنار گذاشته شد و در جریان بازی‌های المپیاد ۱۹۹۲ دوباره به عضویت این فدراسیون درآمد.

### کریکت
کریکت از ابتدا در آفریقای جنوبی عجین بوده با تبعیض نژادی. در سال‌های ۱۸۹۰ بازیکن رنگین‌پوست کروم هندریکس از تیمهای باشگاهی و تیم ملی به همین دلیل کنار گذاشته شد؛ ولی تحریم آفریقای جنوبی بعد از واکنش این کشور در سال ۱۹۶۸ به حضور یک بازیکن رنگین‌پوست در تیم ملی انگلستان بنام بازیل اولیورا مطرح شد. سفر تیم انگلستان در سال ۱۹۷۰ به آفریقای جنوبی به همین دلیل لغو شد. از سال ۱۹۷۷ تا ۱۹۷۹ تیمی بنام منتخب جهان در بازی‌های جهانی کریکت شرکت می‌کرد که چند بازیکن آفریقای جنوبی نیز در آن شرکت داشتند.

### گلف
در سال ۱۹۷۹ دولت یونان که میزبان جام جهانی در این رشته در آتن بود از شرکت آفریقای جنوبی جلوگیری کرد. در سال ۱۹۸۰ آفریقای جنوبی در این بازی‌ها در بوگوتا شرکت کرد. چشم‌انداز شرکت آفریقای جنوبی در بازیهای سال ۱۹۸۱ در واترویل ایرلند موجب لغو این بازی‌ها شد و پس از آن آفریقای جنوبی دیگر تا سال ۱۹۹۲ که بعد از لغو قانون آپارتاید بود، در این بازیها شرکت نکرد.
با اینحال بازیکنان گلف آفریقای جنوبی به صورت انفرادی در مسابقاتی در اقصی نقاط جهان شرکت می‌کردند و بازیکنان خارجی نیز در مسابقاتی در آفریقای جنوبی شرکت می‌کردند. مسابقاتی که در آفریقای جنوبی برگزار می‌شد رسماً در رنکینگ رسمی باشگاه‌های جهان از سال ۱۹۸۶ که سال راه‌اندازی آن بود، محسوب می‌شد.

### اتومبیل‌رانی و موتورسواری
در سال ۱۹۷۹ جودی شکتر از آفریقای جنوبی قهرمان مسابقات فرمول یک شد. جایزه بزرگ فرمول یک آفریقای جنوبی و جایزه بزرگ موتورسواری آفریقای جنوبی برای آخرین بار در سال ۱۹۸۵ برگزار شدند و دیگر تا لغو آپارتاید تکرار نشدند. تیم‌های مختلفی جایزه بزرگ فرمول یک ۱۹۸۵ را به همین دلیل تحریم کردند که اغلب تحت فشار دولت‌های این کشورها در دوران شدت گرفتن فشار علیه آپارتاید بود.

### راگبی
آفریقای جنوبی در تمام دوران آپارتاید عضویت خود در فدراسیون بین‌المللی راگبی را حفظ نمود. پیمانی تحت عنوان نفرت از مسابقات تبعیض نژادی در سال ۱۹۶۹ در نیوزلند بدعت گذاشته شد تا مانع سفر تیم‌های راگبی به آفریقای جنوبی و تیم‌های این کشور به سایر نقاط جهان بشود. آخرین تیم خارجی که به آفریقای جنوبی سفر کرد نیوزلند در سال ۱۹۸۱ بود. این سفر بحث‌های زیادی را برانگیخت.
علیرغم اینکه پس از توافق «گلن ایگلز» این سفرها بسیار محدود شد، تیم‌های انگلستان و فرانسه در سال ۱۹۸۰، ایرلند در سال ۱۹۸۱ و انگلستان در سال ۱۹۸۴ سفرهایی را ترتیب دادند. در سال ۱۹۸۶ علی‌رغم اینکه سفر تیم ملی راگبی انگلستان به آفریقای جنوبی لغو شد، تیم آفریقای جنوبی در مسابقات ستاره‌ها در کاردیف لندن شرکت کرد. آفریقای جنوبی از شرکت در دو جام جهانی ما قبل لغو آپارتاید در سالهای ۱۹۸۷ و ۱۹۹۱ محروم شد.

### فوتبال
عضویت آفریقای جنوبی در فیفا در سال ۱۹۶۳ به تعلیق درآمد. استنلی راس رئیس فدراسیون جهانی فوتبال اقدام به مذاکره برای بازگشت این کشور نمود. فدراسیون فوتبال آفریقای جنوبی پیشنهاد شرکت یک تیم ملی تماماً سفیدپوست در بازیهای ۱۹۶۶ و یک تیم سیاهپوست در بازیهای ۱۹۷۰ را ارائه کرد ولی این پیشنهاد مورد قبول واقع نشد.

### پینگ‌پنگ
در نقطه مقابل فدراسیون پینگ‌پنگ رسمی آفریقای جنوبی، یک سازمان موازی براه افتاد که اجازه بازی به بازیکنان سیاهپوست می‌داد. در حالیکه این سازمان جواز شرکت در بازی‌های جهانی استکهلم سوئد در سال ۱۹۵۷ را دریافت کرده بود، دولت آفریقای جنوبی از اعطای پاسپورت به بازیکنان آن خودداری کرد.

### تنیس
آفریقای جنوبی در سال ۱۹۷۰ از بازی‌های جام دیویس کنار گذاشته شد و آرتور اش بازیکن تنیس سیاهپوست آمریکایی نقش قابل ملاحظه‌ای در این امر ایفا نمود. در سال ۱۹۷۳ دوباره اجازه شرکت در این بازی‌ها به آفریقای جنوبی داده شد، منتها به جای بازی در حوزه کشورهای اروپایی مثل همه کشورهای آفریقایی، آفریقای جنوبی باید در حوزه کشورهای آمریکایی بازی می‌کرد. در سال ۱۹۷۴ به دنبال امتناع هندوستان از سفر به آفریقای جنوبی برای برگزاری دیدار فینال، آفریقای جنوبی برنده جام دیویس شد. در سالهای ۱۹۷۷ و ۱۹۷۸ تظاهراتی در حین برگزاری این بازیها در آمریکا به عمل آمد. در سال ۱۹۷۷ چند کشور تهدید به کناره‌گیری از این بازیها کردند و چند کشور نیز به نشانه اعتراض از این بازیها کنار کشیدند. در سال ۱۹۷۹ آفریقای جنوبی بار دیگر از این بازیها حذف شد.
تیم تنیس بانوان آفریقای جنوبی تا سال ۱۹۷۷ در مسابقات جام فدراسیون (که امروزه تبدیل به فدکاپ شده) شرکت کرد. آفریقای جنوبی در سال ۱۹۷۲ میزبان و قهرمان این بازیها شد.
در آوریل ۱۹۷۷ ویلیام هستر، رئیس فدراسیون تنیس ایالات متحده تصمیم به برگزاری مسابقه‌ای میان ایالات متحده و آفریقای جنوبی در کالیفرنیا گرفت و به واکنشهای منفی کشورهای آفریقایی و تظاهرات علیه آپارتاید بی‌اعتنایی کرد. واشینگتن پست نوشت که وقتی تظاهرکنندگان به نشانه اعتراض در حین بازی وارد زمین شدند، تونی هستر مربی آمریکا دو تن از تظاهرکنندگان را به شدت مورد ضرب و جرح قرار داد ۲۴. علی‌رغم اعتراضات گسترده فعالین مدنی، هستر مسابقه دیگری از جام دیویس را نیز در مارس ۱۹۷۸ در ایالت تنسی ترتیب داد.
بازیکنان آفریقای جنوبی نیز به‌طور انفرادی در مسابقات حرفه‌ای شرکت می‌کردند. جوهان کریک و کوین کارن در فینالهای گرند اسلم نیز بازی کردند. البته این دو بازیکن بعدها تابعیت آمریکایی گرفتند.

## بازی برای تیمهای خارجی
برخی از ورزشکاران برجسته آفریقای جنوبی با تغییر تابعیت خود برای کشورهای دیگر در میدان‌ها بین‌المللی مسابقه دادند. به عنوان نمونه پروسه تابعیت انگلیسی زولا باد دونده آفریقای جنوبی تسریع شد تا بتواند در المپیک ۱۹۸۴ برای انگلستان بدود. همچنین در سالهای ۱۹۸۰ نیز کپلر وسلز بازیکن کریکت برای استرالیا به میدان رفت. او بعد از لغو آپارتاید دوباره به آفریقای جنوبی بازگشت و برای این کشور به میدان رفت. در سال ۱۹۹۴ فیلم سینمایی «ازدواج موریل» داستان ازدواج ساختگی یک شناگر آفریقای جنوبی با یک استرالیایی را تعریف می‌کند که هدف آن شرکت در بازیهای المپیک بوده‌است.

## پایان آپارتاید
با پایان آپارتاید دنیای ورزش به سرعت به تحریم آفریقای جنوبی نقطه پایان گذاشت و این کشور دوباره جای خود را در فدراسیونهای بین‌المللی بازیافت. در ماه ژوئن ۱۹۹۱ اتحادیه اروپا پایان تحریم آفریقای جنوبی توسط کشورهای عضو خود را اعلام کرد. هندوستان نیز که یکی از سرسخت‌ترین مخالفین سیاست آپارتاید بود و نقش پیشتاز در انزوای بین‌المللی آفریقای جنوبی در تمام زمینه‌ها را ایفا کرده بود، در سال ۱۹۹۱ تحریمها را کنار گذاشت و از تیم ملی کریکت آفریقای جنوبی دعوت به عمل آورد و در اواخر ۱۹۹۲ نیز تیم ملی هندوستان برای یک سری مسابقات راهی آفریقای جنوبی شد. برگزاری جام جهانی راگبی در سال ۱۹۹۵ در آفریقای جنوبی و قهرمانی این کشور در این مسابقات نقش انگیزاننده‌ای برای بازگشت بعد از آپارتاید آفریقای جنوبی به صحنه ورزشی بین‌المللی ایفا نمود.